# Karla Jerič
Karla Jerič (* 14. März 2006) ist eine slowenische Leichtathletin, die sich auf das Kugelstoßen spezialisiert hat.

## Sportliche Laufbahn
Erste internationale Erfahrungen sammelte Karla Jerič im Jahr 2023, als sie beim Europäischen Olympischen Jugendfestival (EYOF) in Maribor mit einer Weite von 14,35 m den achten Platz mit der leichteren 3-kg-Kugel belegte.
2023 wurde Jerič slowenische Meisterin im Kugelstoßen.

## Persönliche Bestleistungen
- Kugelstoßen: 12,33 m, 4. Juli 2023 in Novo Mesto
  - Kugelstoßen (Halle): 11,20 m, 5. Februar 2023 in Zagreb